# テトラデカナール
テトラデカナール（英: Tetradecanal）は、脂肪族アルデヒドの一種である。融点は常温に近い23℃で、それ以下では白色ないし薄い黄色の粉末または結晶、融点以上では脂肪臭、シトラス香を持つ無色の液体である。天然にはトリデカナール同様、コリアンダーの精油やキュウリに微量に含まれる。

## 用途
アルデヒドやシプレー調の調合香料、およびシトラスやフルーツ系の食品香料として使用される。

## 製法
ミリスチン酸メチルを銅-クロム触媒で接触還元してテトラデカノールを得たのち、これを脱水素化または接触酸化することにより製造される。